# Colours (альбом Baccara)
Colours — третий студийный альбом испанского дуэта Baccara, впервые выпущенный на лейбле RCA-Victor в Западной Германии в 1979 году. Среди треков альбома следует выделить композиции, вышедшие в Европе как синглы: «Body Talk» / «By 1999» и «Ay, Ay Sailor».

## Список композиций
Продюсером альбома, как и в двух предыдущих случаях, стал Рольф Соя, он же, вместе с Фрэнком Досталом и Юргеном Шрёдером принял участии в написании песен для альбома.

### Сторона А
1. «Ay, Ay Sailor» (Достал — Соя) — 3:52
2. «For You» (Достал — Соя) — 3:45
3. «One, Two, Three, That’s Life» (Достал — Соя) — 3:41
4. «I’ll Learn to Fly Tonight» (Соя — Зентнер) — 3:29
5. «Boomerang» (Соя — Зентнер) — 3:02

### Сторона Б
1. «Body Talk» (Достал — Соя) — 4:40
2. «Roses in the Snow» (Соя — Зентнер) — 3:55
3. «By 1999» (Достал — Соя) — 3:38
4. «Groovy Kinda Lovin’» (Шрёдер — Зентнер) — 3:02
5. «Sing Our Love a Lullaby» (Достал — Соя) — 3:25

Примечательно, что на немецком издании альбома в названии третьей дорожки год 1999 написан и словами: «By 1999 (Nineteen-Ninety-Nine)».

## Участники записи
- Майте Матеос — вокал
- Мария Мендиола — вокал